# Где это видано, где это слыхано
«Где это видано, где это слыхано» — советский короткометражный телевизионный цветной фильм режиссёра Валентина Горлова, снятый на киностудии «Ленфильм» в 1973 году по мотивам «Денискиных рассказов» Виктора Драгунского («Где это видано, где это слыхано» и «Смерть шпиона Гадюкина»). Второй фильм в кинокарьере Сергея Крупеникова (первым был короткометражный научно-популярный фильм «Мальчик и машина»).

## Сюжет
В конце учебного года, на большом итоговом концерте, сразу после спектакля «Собаке — собачья смерть» выступает сатирический дуэт Дениса и Миши с небольшими песенками из школьной жизни. Белый как мел Миша так переволновался, что позабыл текст и, невзирая на подсказки, под громовой хохот зрительного зала всё время повторяет первый куплет, начинающийся словами «Папа у Васи силён в математике!».
Старшеклассница, ответственная за концерт, уводит незадачливого артиста за кулисы. Но, оставшись один, Денис перед падающими от смеха зрителями неожиданно для самого себя исполняет всё тот же куплет про сильного в математике отца Васи.

## В ролях
- Сергей Крупеников — Денис Кораблёв
- Алексей Сироткин — Миша Слонов
- Владимир Петров — Борис Сергеевич, учитель музыки
- Маргарита Сергеечева — Лена Илютина
- Оля Богданова — Аниканова
- Илья Стулов — «шпион Гадюкин»
- Саша Ведерников — Гуселиков
- Марина Немкова — ученица
- Антонина Павлычева — техничка
- Вадик Плисов — Андрей Шестаков, школьный поэт
- Наташа Веселова — ученица
- Лариса Шилова — ученица
- Б. Барский — Глеб, пионервожатый

## Съёмочная группа
- Автор сценария: Мария Зверева
- Режиссёр-постановщик: Валентин Горлов
- Оператор: Ростислав Давыдов
- Композитор: Исаак Шварц
- Художник-постановщик: Лариса Шилова
- Режиссёр: Н. Русанова
- Операторы:
  - В. Сидорин
  - А. Таборов
- Звукооператор: К. Лашков
- Монтаж: Е. Садовская
- Редактор: Ю. Холин
- Директор картины: Владимир Беспрозванный

## Награды и призы
- Приз ЦК ВЛКСМ за лучший фильм
- Приз за лучшую кинокомедию на X Вгиковском фестивале короткометражных фильмов (1974)

## Факты
- Исполнители главных ролей Сергей Крупеников и Алексей Сироткин скончались, не дожив до 50 лет. Сергей Крупеников погиб в возрасте 49 лет, 26 августа 2012 года, попав под колеса мотоцикла, когда ехал домой на велосипеде. Алексей Сироткин скончался от неизлечимой болезни в возрасте сорока четырёх лет 26 ноября 2008 года[1].